# Fritada (Equador)

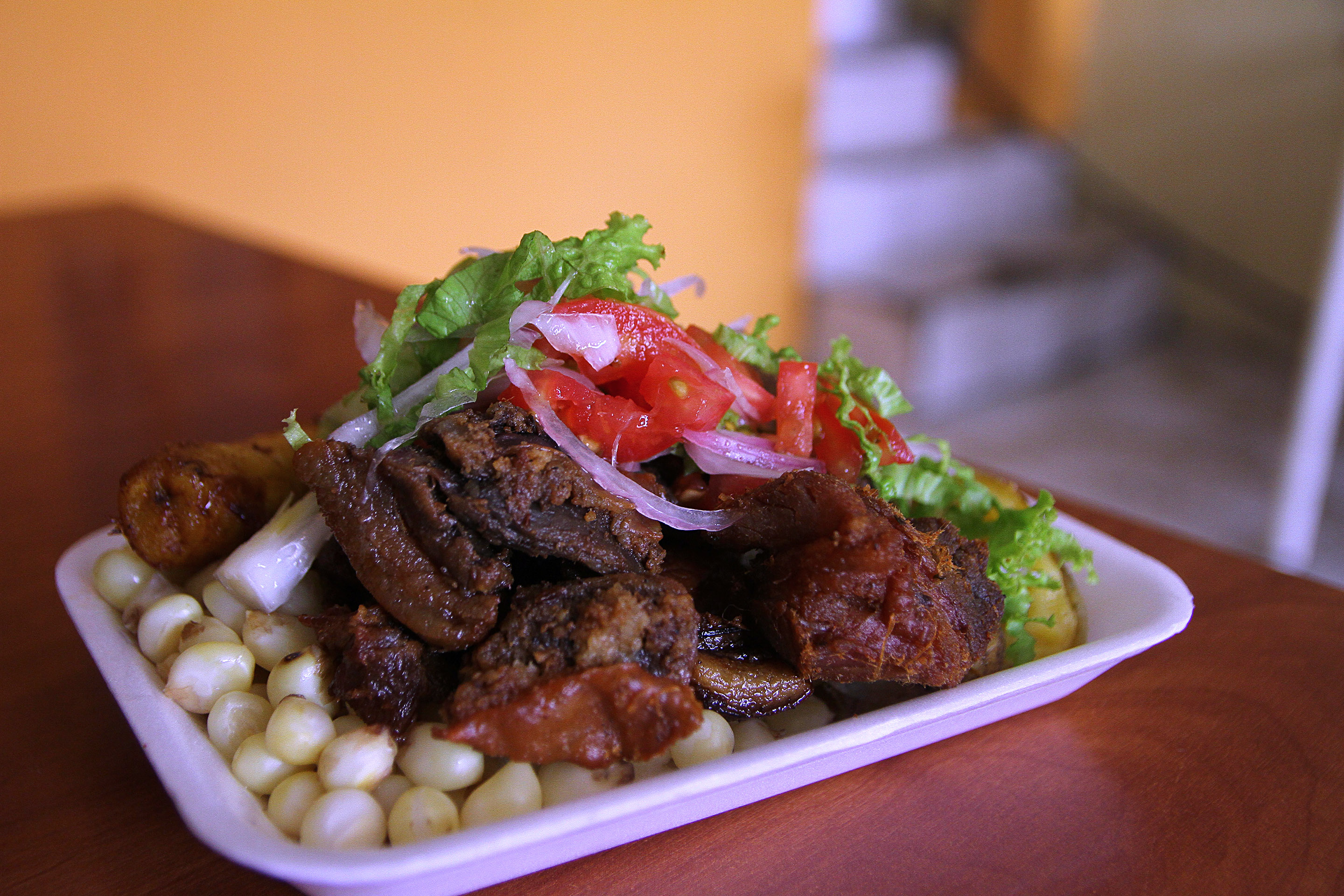
Cuenca

Para outros significados de fritada, veja Fritada
Fritada de chancho é um prato popular no Equador, principalmente nos fins de semana, preparado com carne de porco cozinhada em “mapahuira”, ou seja, a sua própria gordura temperada com os condimentos e ingredientes iniciais, que são fundamentalmente sumo de laranja, cebola, alho e cominho. 
É um prato típico da “Sierra” (os Andes), onde se encontram cidades como Quito, Loja e outras; nos fins de semana, as famílias deixam a cidade e vão para as aldeias, onde se encontra sempre um restaurante se serve a fritada. Para além da carne, o importante são os acompanhamentos, que variam de um lugar para outro, mas que incluem geralmente mandioca cozida, mote, banana frita, “curtido” de tomate e cebola (em sumo de lima), “llapingachos” (fritos de batata) ou outras preparações de batata, fatias de abacate e molho picante.
A carne, de preferência costeletas ou outro corte com alguma gordura, é cortada em pequenos pedaços, temperada com cominho, alho, sal e pimenta, e deixada a marinar algumas horas. Numa frigideira funda, coloca-se a carne a cozinhar com cebola cortada, chalota, alho e água até a água se evaporar; junta-se sumo de laranja e deixa-se que este também reduza, mexendo a carne com frequência, para não queimar e ficar tostada por igual. Os acompanhamentos, como mandioca, mote e banana, podem ser servidos na frigideira, enquanto que os outros (abacate, curtido e molho picante) devem ser servidos à parte.